# الانتخابات التشريعية في الغابون 2018
ستبدأ الانتخابات العامة الغابون 2018 في ابريل 2018 بانتخاب أعضاء البرلمان.

## النظام الانتخابي
يتم انتخاب أعضاء الجمعية الوطنية الغابونية البالغ عددهم 143 عضواً من تسع دوائر انتخابية متعددة الأعضاء على أساس المقاطعات باستخدام نظام الجولة الثنائية. يتراوح عدد الدوائر الانتخابية بين تسعة وثمانية عشر مقعدًا.